# Sekhemib
Sekhemib és el nom d'un faraó egipci de la dinastia II, que hom identifica freqüentment com Peribsen, però que no està demostrat que foren la mateixa persona. Unes referències de les teories s'han exposat a Peribsen.